# Svetozár Hurban-Vajanský

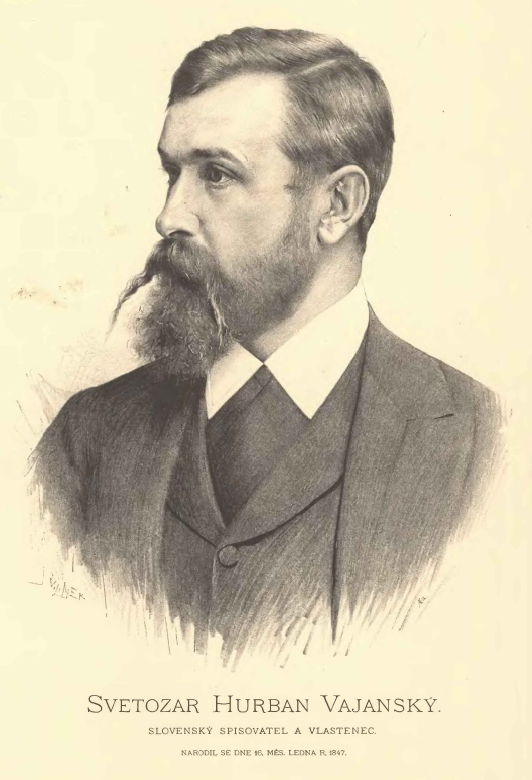
Svetozár Hurban-Vajanský

Svetozár Hurban-Vajanský, född 16 januari 1847 i Hlboké, död 17 augusti 1916 i Martin, var en slovakisk författare; son till Jozef Miloslav Hurban.
Hurban-Vajanský inledde sin litterära verksamhet som novellist 1873 och väckte uppmärksamhet genom sina reseskildringar från Adriatiska havet, Z Kotorskej boky och Jaderské listy. Hans första diktsamling, Tatry a moře (Tatrabergen och havet; 1880), uppvisade formell talang med sund realism och varm känsla samt ny stoffbehandling; därpå följde dikthäftet Zpod jarma (Under oket; 1884) och den episka reflektionsdikten Vilín (1885).
Mer bemärkt blev Hurban-Vajanský som vitter prosaist genom noveller och skisser, som skildrar det slovakiska sällskapslivet (samlades 1883-84 i två band, Besedy a dumy), bland vilka särskilt den långa romanen Suchá ratolest’ (Den torra grenen) är ett lyckat försök att skildra det degenererade, utsugna slovakiska adelsståndet. I den sociala romanen Kotlín (1901) uppvisar han påverkan av de ryska novellisterna, särskilt Ivan Turgenjev, i teckningen av olika typer från äldre och nyare tid.
Stor litterär förtjänst inlade Hurban-Vajanský genom den av honom tillsammans med Jozef Škultéty uppsatta tidskriften "Slovanské pohlad’y" (1881) i slovakernas litterära centrum Martin. Hans slovakiska patriotism ledde ofta till konflikter med de ungerska myndigheterna och åsamkade honom fängelsestraff.